# Jablance, Kostanjevica na Krki
Jablance este o localitate din comuna Kostanjevica na Krki, Slovenia, cu o populație de 48 de locuitori.